# عبد الله سليمان أبو رمان
عبد الله سليمان أبو رمان (10 مارس 1973-)، سياسي ودبلوماسي وكاتب أردني. ولد في عمان.

## حياته
حصل على درجة البكالوريوس في اللغة العربية من جامعة مؤتة،[بحاجة لمصدر] والماجستير في الإعلام من جامعة الشرق الأوسط .
بدأ منذ عام 1996م عمله في الصحافة الأردنيّة، كاتباً ومحرراً في عدد من الصحف الأسبوعية، وكاتب مقال يومي في صحيفة (العرب اليوم)، ثم كاتب زاوية في صحيفة (الرأي) اليومية الأردنيّة منذ 2004 إلى 2010.
عمل منذ عام 2006، مديرًا للدائرة الإعلامية في رئاسة الوزراء في الأردن؛ ثمّ، مديراً عاماً للمركز الثقافي الملكي عام 2007، ومستشارًا اعلاميًا لرئيس الوزراء عام 2009، ومديراً عاماً لدائرة المطبوعات والنشر في الأردن عام 2010.
شغل عام 2011؛ منصب وزير دولة لشؤون الإعلام والاتصال في حكومة معروف البخيت الثانية، وناطقاً رسميّاً باسم الحكومة الأردنيّة، ورئيسا لمجلس إدارة مؤسّسة الإذاعة والتلفزيون، ورئيساً لمجلس إدارة وكالة الأنباء الأردنيّة (بترا)، وعضواً في اللجنة العليا لمهرجان جرش للثقافة والفنون.
عام 2014، عين سفيراً للمملكة الأردنيّة الهاشميّة لدى الجمهوريّة الإسلامية الإيرانيّة.
وعيّن عام 2018، سفيراً للمملكة الهاشمية الأردنية لدى جمهورية إندونيسيا، وسفيراً غير مقيم لدى سلطنة بروناي دار السلام..
وفي أيلول 2023م، صدرت الإرادة الملكية بتعيينه سفيراً لدى جمهورية تونس.

## جوائز
- وسام الاستقلال من الدرجة الأولى.[بحاجة لمصدر]

## حياته الخاصة
متزوج، من الإعلامية إكرام الزعبي، ولديهما ولد (سليمان 2005) وبنت (سيلا 2010م).